# Bradley, Derbyshire
Bradley är en ort och civil parish i Storbritannien.  Den ligger i distriktet Derbyshire Dales i grevskapet Derbyshire i England, i den södra delen av landet, 200 km nordväst om huvudstaden London. Antalet invånare är 313.